# Miguel Almirón
Miguel Ángel Almirón Rejala (Assunção, 10 de fevereiro de 1994) é um futebolista paraguaio que atua como ponta-direita. Atualmente, joga pelo Atlanta United.

## Carreira
Almirón começou sua carreira no Cerro Porteño e se transferiu para o Lanús em 2015. Depois de vencer a Primera División argentina de 2016, ele assinou com o Atlanta United por US $ 8 milhões. Ele foi nomeado no MLS Best XI para ambas as temporadas na Major League Soccer, bem como MLS Newcomer of the Year em 2017. Depois de ajudar Atlanta na MLS Cup 2018, ele assinou com o Newcastle por £ 21 milhões, um recorde do clube e a taxa mais alta para um jogador da MLS.

## Carreira internacional
Almirón fez sua estreia internacional pelo Paraguai em 2015, e representou o país na Copa América em 2016, 2019 e 2021.

## Títulos
Cerro Porteño
- Campeonato Paraguaio: Clausura 2013, Apertura 2015

Lanús
- Campeonato Argentino: 2016
- Copa Bicentenario: 2016

Atlanta United
- MLS Cup: 2018

### Prêmios individuais
- Futebolista Paraguaio do Ano: 2017, 2018, 2022
- MLS Best XI: 2017, 2018
- Contratação do Ano da MLS: 2017
- Jogador do Mês da MLS: Abril de 2018
- Gol do Mês da Premier League: Abril de 2022, Outubro de 2022
- Jogador do Mês da Premier League: Outubro de 2022